# Politieraad
De politieraad is een politiek orgaan binnen een Belgische politiezone bestaande uit meerdere gemeentes. In deze raad zetelen enerzijds de politieraadsleden en anderzijds de burgemeesters van de verschillende gemeenten, die ook in het politiecollege zetelen. De leden van de politieraad worden verkozen door en binnen de gemeenteraden van de verschillende gemeenten van de politiezone.
De politieraad vervult een aantal functies die in politiezones bestaande uit één enkele gemeente, door de gemeenteraad worden uitgevoerd. De politieraad staat daarnaast in voor de organisatie en het beheer van de politiezone.
De raad bestaat uit 13 à 25 leden, afhankelijk van het bevolkingsaantal van de zone.